# 1899 en science
| Années de la science : 1896 - 1897 - 1898 - 1899 - 1900 - 1901 - 1902    |
| Décennies de la science : 1860 - 1870 - 1880 - 1890 - 1900 - 1910 - 1920 |

Cet article présente les faits marquants de l'année 1899 en science.

## Événements
- 17 février : l'Expédition Southern Cross débarque au cap Adare[1]. L'explorateur norvégien Carsten Borchgrevink est le premier à hiverner sur la terre de l'Antarctique jusqu'au 28 janvier 1900[2].

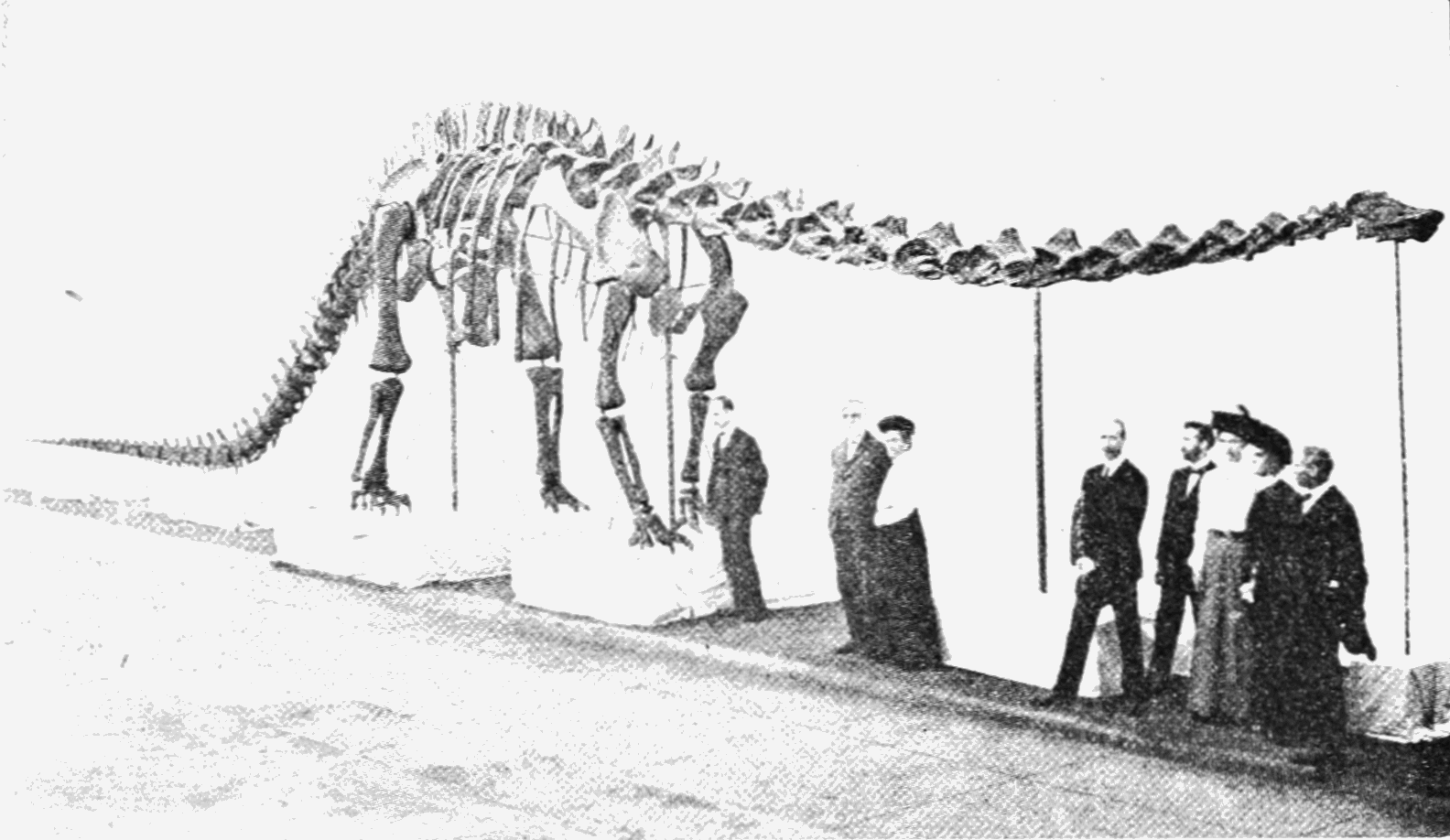
Le Diplodocus carnegii photographié en 1908 au Carnegie Museum.

- 2 juillet : des chercheurs du Carnegie Museum of Natural History dirigés par Jacob Wortman mettent au jour un spécimen complet de diplodocus, saurien qui apparaît comme le plus grand animal terrestre connu[3].

- Expédition du géographe allemand Theobald Fischer (en) au Maroc occidental (1899 et 1901)[4].

### Sciences physiques
- Janvier : dans un article publié dans le Philosophical Magazine intitulé Uranium radiation and the electrical conduction produced by it le physicien néo-zélandais Ernest Rutherford distingue dans le rayonnement naturel de l’uranium deux rayonnements de portées différentes, les rayons alpha et bêta[5].

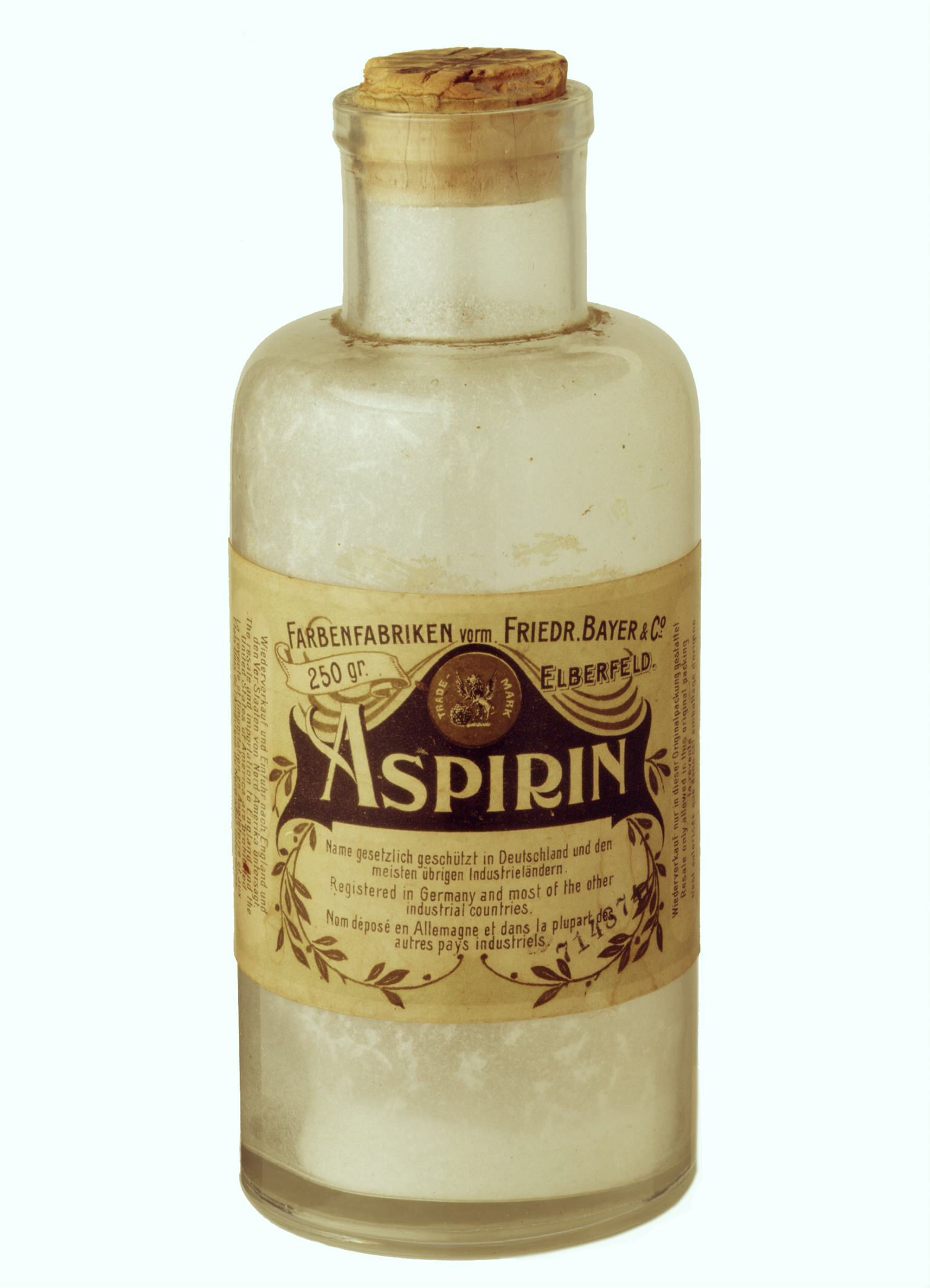
Un flacon d'aspirine Bayer de 1899.

- 6 mars : dépôt du brevet de l'aspirine par le laboratoire allemand Bayer[6].

- 23 mars : l'ingénieur britannique Hertha Ayrton est la première femme invitée à lire un article (sur les arcs électriques devant les membres de l’Institution of Electrical Engineers (en) dont elle est élue première femme membre le 25 mai[7].

- 23 octobre : le chimiste français André-Louis Debierne annonce à l'Académie des sciences la découverte dans la pechblende d'un nouveau élément radio-actif, l’actinium[8].
- 15 décembre : Henri Becquerel présente à la Société française de physique une note intitulée Influence d'un champ magnétique sur le rayonnement des corps radio-actifs[9]. Il constate qu’une partie des rayonnements radioactifs du radium sont porteurs d’électricité[10].

- Développement de l'interféromètre de Fabry-Pérot[11].

### Technologie
- Janvier :  Ferdinand von Zeppelin, avec l'ingénieur allemand Ludwig Dürr et l'architecte Theodor Kober, commence la construction de son premier ballon dirigeable rigide gonflé à l'hydrogène et propulsé par deux moteurs, le LZ 1. Il effectue son premier vol expérimental le 2 juillet 1900[12].
- 22 mars : les inventeurs britanniques Frederick Marshall Lee et Edward Raymond Turner déposent un brevet pour un procédé de film cinématographique en couleur[13].

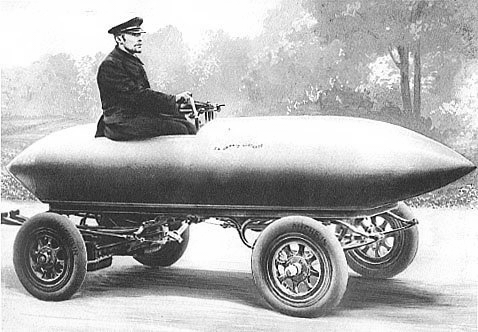
La Jamais Contente

- 1er mai (ou 29 avril selon certaines sources[14]) : la Jamais Contente, voiture électrique construite par l'ingénieur belge Camille Jenatzy, dépasse le 100 km/h à Achères[15].
- 21 octobre : lancement du Narval, premier vrai sous-marin français conçu par Maxime Laubeuf[16].

## Publications
- Sigmund Freud : Die Traumdeutung (« L'Interprétation du rêve »).

## Prix
- Médailles de la Royal Society
  - Médaille Copley : Lord Rayleigh
  - Médaille Davy : Edward Schunck (en)

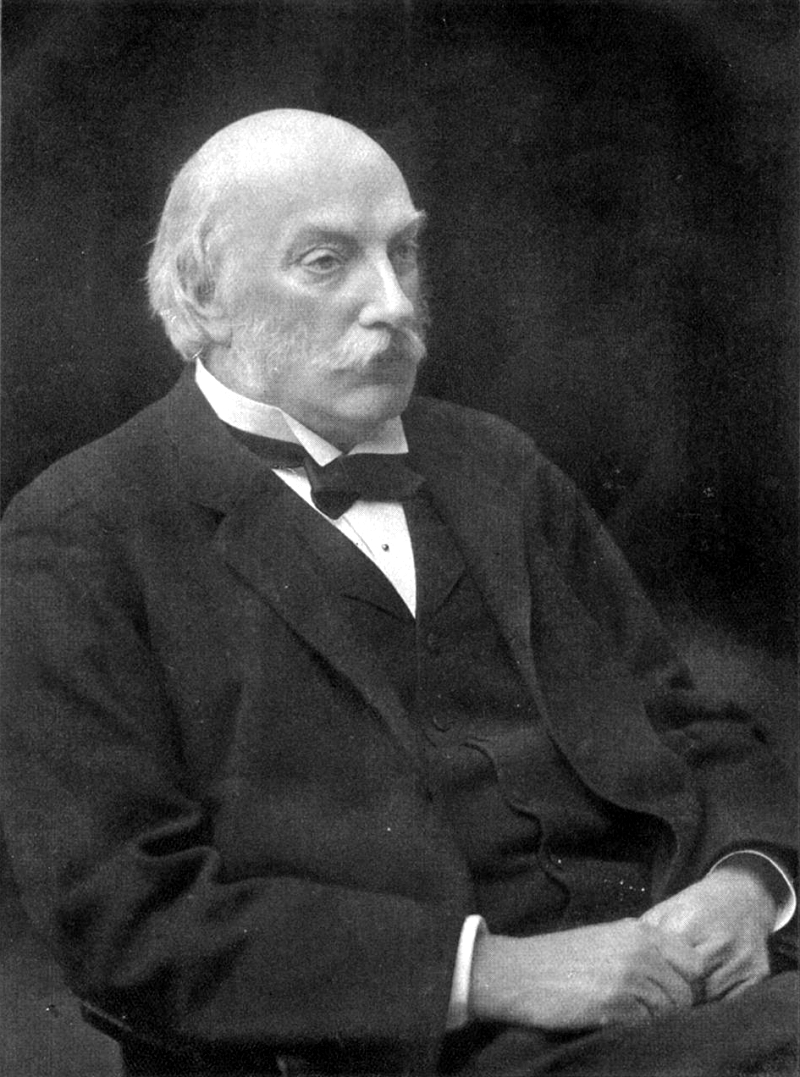
Lord Rayleigh

  - Médaille royale : William Carmichael McIntosh, George Francis Fitzgerald (en)

- Médailles de la Geological Society of London
  - Médaille Lyell : Charles Alexander McMahon
  - Médaille Murchison : Benjamin Neeve Peach et John Horne
  - Médaille Wollaston : Charles Lapworth

- Prix Jules-Janssen (astronomie) : Auguste Charlois
- Prix Poncelet : Eugène Cosserat
- Médaille Bruce (astronomie) : Arthur Auwers
- Médaille Linnéenne : John Gilbert Baker

## Naissances

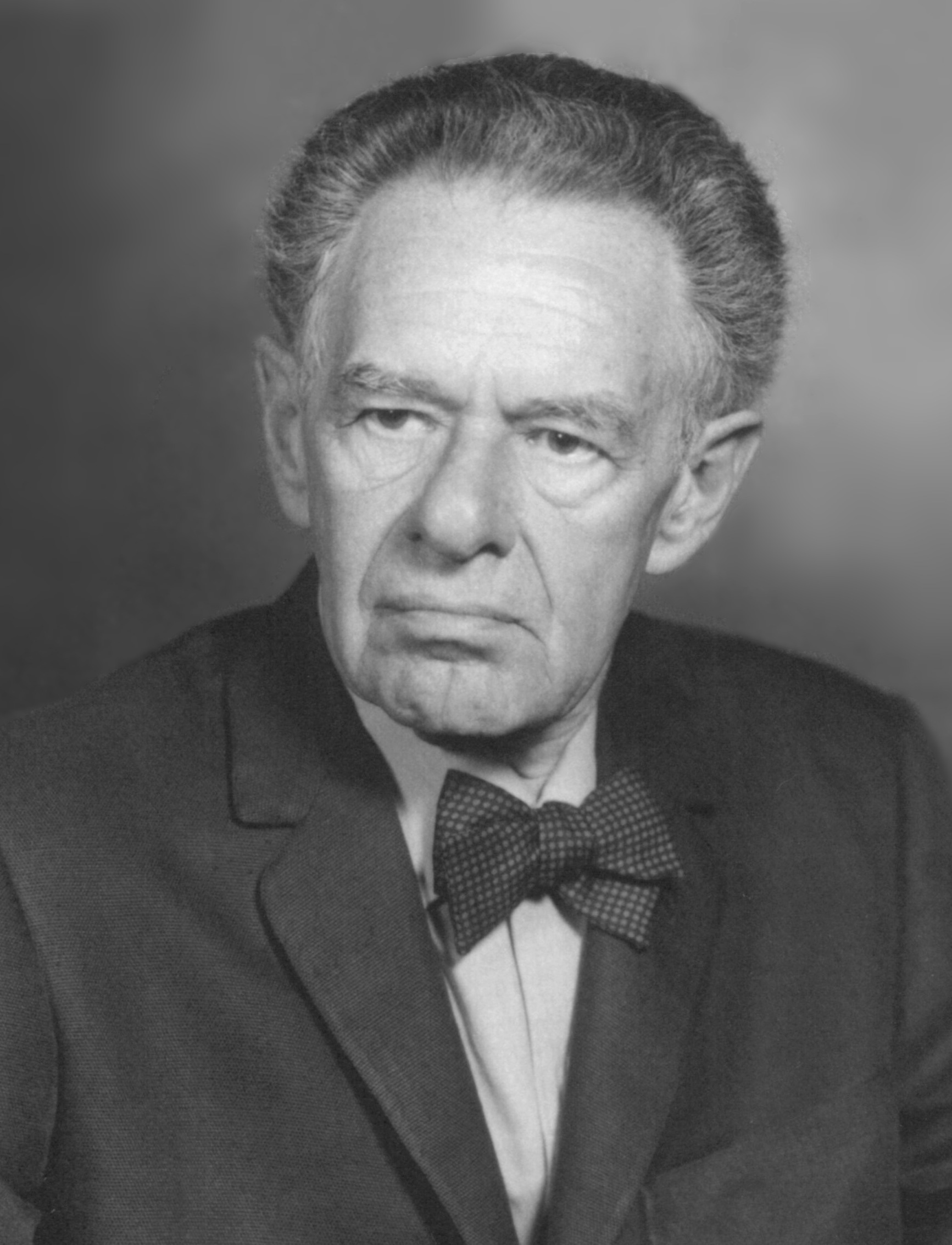
Fritz Albert Lipmann

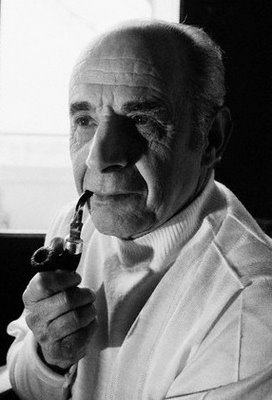
Octave Mannoni

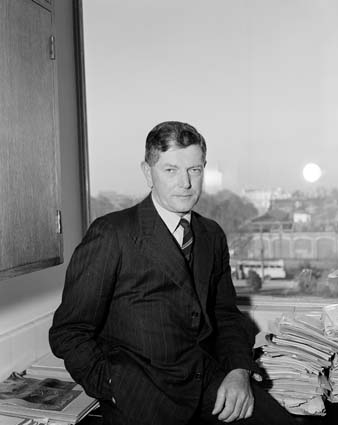
Frank Macfarlane Burnet

- 6 janvier : Edgar W. Woolard (mort en 1978), mathématicien, météorologiste et planétologue américain.
- 12 janvier : Paul Hermann Müller (mort en 1965), chimiste suisse, prix Nobel de physiologie ou médecine en 1948.
- 17 janvier : Abram Lincoln Harris (mort en 1963), économiste et anthropologue américain.
- 14 février : John Alfred Valentine Butler (mort en 1977), chimiste britannique.
- 19 février : Ehrenfried Pfeiffer (mort en 1961), chimiste et agronome allemand.

- 7 mars : 
  - Willem Jacob Luyten (mort en 1994), astronome néerlando-américain.
  - Henri Mineur (mort en 1954), mathématicien, astrophysicien et astronome français.
- 19 mars : Jan Hendrik de Boer (mort en 1971), physicien et chimiste néerlandais.
- 22 mars : Léo Marion (mort en 1979), chimiste et professeur canadien.

- 2 avril : Robert Hill (mort en 1991),  biochimiste anglais.

- 13 mai : Pelagueïa Poloubarinova-Kotchina (morte en 1999), mathématicienne et historienne des mathématiques russe.
- 14 mai :
  - Pierre Auger (mort en 1993), physicien français.
  - Joseph Berkson (mort en 1982), physicien, médecin et statisticien américain.
- 15 mai : William Hume-Rothery (mort en 1968), métallurgiste britannique.
- 20 mai : Lydia Cabrera (morte en 1991), écrivaine, anthropologue et chercheuse cubaine.
- 3 juin : Georg von Békésy (mort en 1972), biophysicien hongrois naturalisé américain, prix Nobel de physiologie ou médecine en 1961.
- 12 juin : Fritz Albert Lipmann (mort en 1986), biochimiste américain.
- 13 juin : Max Eiselen (mort en 1977), anthropologue et linguiste sud-africain.
- 29 juin : Carlyle Smith Beals (mort en 1979), astronome canadien.

- 1er juillet : Ronald Wilfred Gurney (mort en 1953), physicien théoricien britannique.
- 8 juillet : Audrey Richards (morte en 1984), anthropologue britannique.
- 15 juillet : Paul Couderc (mort en 1981), astronome français.
- 20 juillet : Paul Christoph Mangelsdorf (mort en 1989), agronome et botaniste américain.
- 25 juillet : Amable Audin (mort en 1990), archéologue français.

- 2 août : Henri Moureu (mort en 1978), chimiste français, académicien des sciences.
- 17 août : Julius Bartels (mort en 1964), géophysicien et statisticien allemand.
- 23 août : Albert Claude (mort en 1983), biochimiste belge, prix Nobel de physiologie ou médecine en 1974.
- 29 août : Octave Mannoni (mort en 1989), ethnologue et philosophe et psychanalyste français.

- 3 septembre : Sir Frank Macfarlane Burnet (mort en 1985), virologue australien, prix Nobel de physiologie ou médecine en 1960.
- 23 septembre : Jean Piveteau (mort en 1991), paléontologue français.
- 24 septembre : Grigori Moïssevitch Maïranovski (mort en 1964), biochimiste soviétique, chef du laboratoire des poisons.
- 26 septembre : Jeanne Marie Thérèse Vandier d'Abbadie (morte en 1977), égyptologue française.

- 3 octobre : Louis Hjelmslev (mort en 1965), linguiste danois.
- 14 octobre : Fernand Chapouthier (mort en 1953), helléniste et archéologue français.
- 18 octobre : Janet Vaughan (morte le 9 janvier 1993 (à 93 ans)), physiologiste britannique.
- 24 octobre : Alfred Lauck Parson (mort en 1970), chimiste et physicien anglais.
- 10 novembre : Helen Porter (morte en 1987), botaniste britannique.

- 13 novembre : Huang Xianfan (mort en 1982), historien et anthropologue chinois.

- 6 décembre : Janina Hosiasson-Lindenbaum (morte en 1942), logicienne polonaise.
- 31 décembre : Gilbert Vieillard (mort en 1940), ethnologue et linguiste français.

## Décès

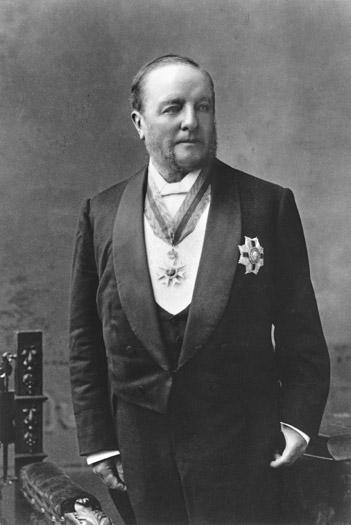
Frederick McCoy

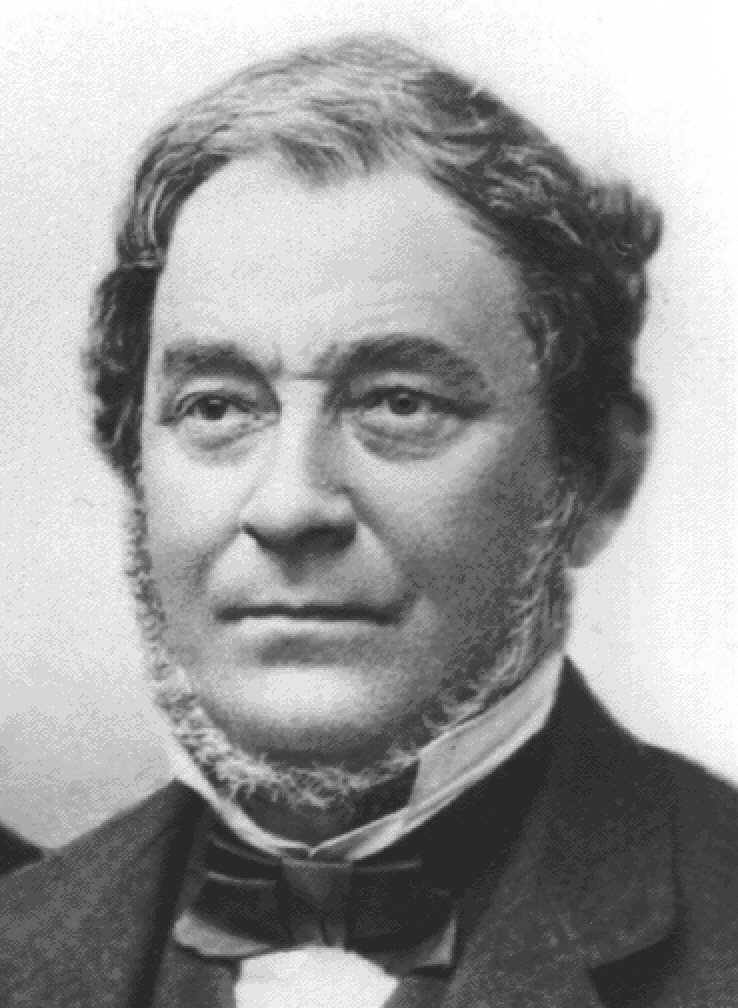
Robert Wilhelm Bunsen

- 4 janvier : Henry Alleyne Nicholson (né en 1844), paléontologue et zoologiste britannique.

- 9 février : Karl Müller (né en 1818), bryologiste allemand.

- 18 mars : Othniel Charles Marsh (né en 1831), zoologiste américain.
- 20 mars : Franz Ritter von Hauer (né en 1822), géologue autrichien.
- 31 mars : George Charles Wallich (né en 1815), médecin et biologiste marin britannique.

- 17 avril : Wilhelm Jordan (né en 1842), géodésiste allemand.
- 18 avril : Charles Jules Edmée Brongniart (né en 1859), entomologiste et paléontologue français.
- 20 avril : Charles Friedel (né en 1832), minéralogiste et chimiste français.

- 13 mai : Frederick McCoy (né en 1817), paléontologue britannique.
- 14 mai : Lars Fredrik Nilson (né en 1840), chimiste suédois.

- 25 juillet : Édouard-Gérard Balbiani (né en 1823), entomologiste et embryologiste français.

- 9 août : Edward Frankland (né en 1825), chimiste britannique.
- 16 août : Robert Wilhelm Bunsen (né en 1811), chimiste allemand.
- 30 août :
  - Joachim Menant (né en 1820), magistrat, philologue et assyriologue français.
  - Gaston Tissandier (né en 1843), scientifique et aérostier français.
- Août : Louis Lartet (né en 1840), paléontologue français.

- 19 septembre : Auguste Scheurer-Kestner (né en 1833), chimiste, industriel et homme politique alsacien.

- 19 octobre : Francis Guthrie (né en 1831), mathématicien et botaniste sud-africain.

- 19 novembre : John William Dawson (né en 1820), géologue canadien.
- 25 novembre : Aimé Vaschy (né en 1857), ingénieur des télégraphes et mathématicien français.

- 25 décembre : Elliott Coues (né en 1842), médecin-militaire, historien, écrivain et ornithologue américain.
- 27 décembre : Theodor Poesche (né en 1824), anthropologue et auteur germano-américain.